# 모르드바인
모르드바인(러시아어: Мордва 모르드바[*], 목샤어: Мокшет 목셰트,  에르자어: Эрзят 에르자트)은 주로 러시아의 모르도비야 공화국에 거주하는 볼가핀계 민족이다. 모르드빈인(러시아어: Мордви́ны)이나 모르도브인(러시아어: Мордо́вцы)이라는 표기로도 알려져 있다. 인구는 대략 50만 명이며 그 중 절반 가량이 모르도비야에 살아 모르도비야 인구의 3분의 1 정도를 차지하고 나머지는 주변 지역 또는 러시아 및 구 소련의 다른 지역 등에 거주한다.
전통적으로는 핀우그리아어파의 모르드바 제어에 속하는 언어인 에르자어와 목샤어를 사용하고, 에르자인과 목샤인이라고 하는 두 개의 집단으로 나뉘어 있다. 다만 모르드바 제어를 사용하는 인구는 90만 명 정도로, 일부 사람들이 러시아어를 사용하고 있다.
6세기에 기록된 역사에서 동고트족에게 정복된 민족의 하나로 기록된 것이 이들에 관한 최초의 기록이다. 옛날에는 루스인들과 싸운 기록이 있고, 나중에는 몽골에 의해 정복되었다. 러시아 제국의 지배 하에 들어가고 나서는 러시아 정교로 개종했지만 언어와 민족성을 계속 유지했다. 1928년에 소비에트 연방이 에르자인과 목샤인을 "모르드바인"으로 묶어 모르드바 자치공화국을 세웠다.

## 같이 보기
- 모르드바어군
- 볼가핀족